# قيلة سينية
القيلة السينية (المعروف أيضًا باسم تدلي ردبة دوغلاس) يشير إلى حالة يتدلى فيها القولون السيني في تجويف الحوض السفلي. يمكن أن يعيق هذا المستقيم ويسبب أعراض انسداد التغوط.

## الفيزيولوجيا المرضية
هذه الظاهرة ناتجة عن جزء ضعيف من دعامات اللفافة للمهبل (معقد الرباط الرحمي العجزي الرئيسي والحاجز المهبلي المستقيمي)، مما يسمح بتدلي جزء من الصفاق يحتوي على القولون السيني من الوضع الطبيعي والسقوط بين المستقيم والمهبل.

## تشخيص
لا يمكن التفريق بين فتق المستقيم والقيلة السينية في الفحص المهبلي. يظهر في التصوير الإشعاعي التبرزي وجود قيلة سينية أثناء الإجهاد.[بحاجة لمصدر]

## علم الأوبئة
تحدث القيلة السينية عادةً عند الإناث، وهي غير شائعة.